# Austrarchaea nodosa
Austrarchaea nodosa là một loài nhện trong họ Archaeidae. Loài này phân bố ở Queensland.